# Callianira ficalbi
Callianira ficalbi är en kammanetart som beskrevs av Curreri 1900. Callianira ficalbi ingår i släktet Callianira och familjen Mertensiidae. Inga underarter finns listade i Catalogue of Life.